# 静息态
静息态 （英語：resting state），是指相对于人在执行特定任务的状态的一种清醒、放松的状态。静息态通常在人类的神经科学研究中使用。

## 静息态与任务态
相比于实验者人为操纵实验刺激造成神经系统的激活，研究者还发现人在处于休息、放松状态下的自发的、不间断的脑活动同样可以用来研究神经系统。1995年，Biswal等最先报告了第一个静息态功能磁共振成像 (fMRI)研究。Biswal等人的研究发现人类受试者左右两侧感觉运动皮层在静息态时的fMRI血氧水平信号 (BOLD)存在很高的相关性。人脑在静息态时的脑活动，被认为是一种不间断的、自发的脑活动。因此，通常认为静息态脑活动与动物电生理研究中的不间断的脑活动 (ongoing activity)有着密切联系。

## 默认网络
早期使用正电子发射计算机断层扫描 (PET)进行脑功能研究的实验中，通常使用静息态作为一个基线条件。研究记录不同实验任务的脑活动，与静息态脑活动相减，以定位活动变化的脑区。但研究者们逐渐注意到一个有趣的现象，就是有一系列脑区在进行各种不同任务时的脑活动相比于静息态时会降低 。这一发现导致Marcus Raichle等人在2001年提出了大脑默认模式的概念。Marcus Raichle等人提出有一系列脑区在大脑的默认模式——静息态时会保持很高的活动水平，而在大脑需要和外界交互完成各种任务时激活水平会下降。这个大脑的默认网络主要包含后扣带回、内侧前额叶以及左右顶叶下回。

## 静息态大脑网络
从Biswal等人1995年的研究开始，一系列的研究发现大脑中功能相关的区域在静息态的脑活动也会有很高的相关 。这使得研究者可以使用静息态功能成像研究大脑大范围的功能组织。相关的最常用的数据分析方法是数据驱动的独立成分分析 (ICA) 。把应用独立成分分析到静息态功能磁共振数据上，研究者可以同时得到大脑中很多个相对独立的脑网络，比如默认网络、左/右偏侧的额顶网络、警觉网络 (salience network)、注意网络、视皮层网络、运动网络等等。

## 应用
因为静息态功能磁共振操作简单，使得它有非常广阔的临床应用前景。很多精神疾病病人大脑的静息态脑活动相比于正常人会有改变。目前，静息态功能成像几乎应用到所有精神疾病的临床研究中，比如精神分裂症 、抑郁症 、孤独症 等等。因为静息态功能磁共振实验设计简单，还使得实验室间共享数据成为可能。2010年，Biswal等人整合了全球35个实验室的一共1414名被试的静息态功能磁共振数据，并显示了静息态功能网络的稳定性 。基于静息态功能磁共振数据的数据分享成为功能成像数据分享的最主要组成部分。其中比较重要的精神疾病数据分享包括孤独症 和多动症 。在美国国家卫生研究所 (NIH)资助的人脑连接组项目中 (The Human Connectome Project （页面存档备份，存于）)，静息态磁共振数据是其中一个重要的组成部分。